# Euclidia fascialis
Euclidia fascialis är en fjärilsart som beskrevs av De Villers 1789. Euclidia fascialis ingår i släktet Euclidia och familjen nattflyn. Inga underarter finns listade i Catalogue of Life.